# Eyjafjarðará
Die Eyjafjarðará ist ein Fluss in Nordisland. 

## Verlauf
Sie entspringt im oberen Tal des Eyjafjörður und mündet nach ca. 70 km beim Flughafen Akureyri in den See Pollurinn. Der See mündet dann in das südliche Ende des Eyjafjörður.

## Angeln
Die Eyjafjarðará ist beliebt bei Anglern wegen der Lachse und Forellen. 